# Formica aterrima
Formica aterrima é uma espécie de formiga do gênero Formica, pertencente à subfamília Formicinae.